# Vincenzo Galilei
Pour les articles homonymes, voir Galilei.
Vincenzo Galilei (Santa Maria a Monte, vers 1520  - Florence, 2 juillet 1591), souvent francisé Vincent Galilée, est un musicien italien qui a été luthiste, compositeur, théoricien de la musique, chanteur et professeur de musique. 
Il est le père de Galileo Galilei, francisé Galilée, qu'il voulait voir devenir médecin, et du luthiste Michelagnolo Galilei.

## Biographie
Vers la fin des années 1520, Vincenzo Galilei naît à Santa Maria a Monte, près de Pise.
En 1562, il épouse Guilia degli Ammannati à Pise. Le 15 février 1564, naît le premier de ses six ou sept enfants : Galileo Galilei, le futur astronome Galilée, à Pise.
Vers 1563, luthiste de renom, remarqué par Giovanni de’ Bardi, comte de Vernio, il part étudier la théorie à Venise auprès de Gioseffo Zarlino.
Vers 1572, il rencontre, à Rome, Girolamo Mei, humaniste florentin, qui se livre à une étude approfondie de la musique grecque ancienne.
En 1572, il part à Florence, s'y établit et sa famille le rejoint en 1574 ; il devient membre de la Camerata Bardi, sous l’égide de Giovanni Bardi, et qui rassemble notamment Girolamo Mei, les compositeurs Giulio Caccini, Pierre Strozzi et Jacopo Peri, le poète Ottavio Rinuccini.
C’est en tant que membre de la Camerata fiorentina, qu’il fut l'un des premiers à composer des chansons poétiques.
Le 2 juillet 1591, il  est inhumé à Florence dans le caveau familial qui se trouve dans la nef de Santa Croce.

## Découvertes acoustiques et contributions théoriques
Les contributions de Galilei à l’acoustique et à la théorie de la musique sont essentielles.
Il effectue dans sa maison de Pise  avec l’aide de son fils Galileo, différentes  recherches, notamment sur des cordes de luth lestées de poids.  Il découvre ainsi que la hauteur d’une note est fonction (en proportion inverse) non seulement de la longueur de la corde vibrante ou de la colonne d’air pour un instrument à vent (par exemple une octave ½, une quinte juste 2/3), ce qui était connu depuis l’Antiquité, mais également du carré de la tension de la corde ou de la racine cubique du volume d’air, ce qu’il est le premier à établir.
Ainsi un rapport 9/4 de poids suspendus à des cordes d’égale longueur  produit une quinte juste (2/3). 
Stillman Drake suppose que ces expériences musicales furent effectuées en 1588, pendant que son fameux fils vivait avec lui — et donc, que ce dernier aurait pu aider son père à les effectuer.
Il est le premier à pressentir le rapport entre la hauteur d'une note et la fréquence des vibrations. 
Il décrit et théorise la pratique baroque, également celle des époques classique et romantique, de succession de dissonances résolue par une consonance. Il définit les règles de cette résolution par une note de passage.
Ces découvertes sont à la base de l’harmonie universelle de  Mersenne avec qui il correspondait et qui défendit son fils Galileo lors de son procès.

## Œuvres
Vincenzo Galilei a publié un grand nombre de tablatures pour luth, et de livres de théorie musicale. 
- En 1563 : 1ère édition de : Intavolatura di lauto, lib. I : Il Fronimo, dialogo sopra l'arte del bene intavolare et rettamente suonare la musica di liuto, avec des transcriptions d’œuvres des grands maîtres du XVIe s.
- En 1568 : 2e édition
- En 1574 : un Premier Livre de madrigaux à 4 et 5 voix
- En 1581, il fait publier le premier traité du contrepoint, Dialogo di Vincentio Galilei Nobile Fiorentino della musica antica, et della moderna (autre titre : Discorso della musica antica e della moderna, 2e édition en 1602), chez Giorgio Marescotti, premier des imprimeurs de musique à Florence.
- En 1582, il illustre son Dialogo en composant sur les Lamentations du prophète Jérémie et sur les Lamentations du comte Ugolin de l’Enfer de Dante (musiques perdues).
- En 1584, il publie à Florence, chez Giorgio Marescotti, un Livre de contrepoint à deux voix (Contrapunti a 2 v.). Il publie à Venise, chez Scotto, Fronimo : dialogo... sopra l’arte del bene intavolare, et rettamente sonare la musica negli strumenti artificiali si di corde come di fiato, & in particulare nel liuto pour luth.
- En 1587, chez Gardano de Venise, Le Deuxième Livre de madrigaux à 4 et 5 voix (Il secondo libro de madrigali a 4 et 5 v.).
- En 1589, à Florence, chez Giorgio Marescotti, le Discorso intorno all’opere di Messer Gioseffo Zarlino da Chioggia dans lequel il réfute les idées de Gioseffo Zarlino sur les fondements mathématiques naturels de la musique.
- En 1602 : 2e édition du Dialogo, paru en 1581, augmenté du Discorso polémique ci-dessus

- Des extraits de sa suite pour luth n° 3 sont adaptés pour orchestre symphonique par Ottorino Respighi sous le titre « Danses et Airs antiques ».

## Héraldique
| Armoiries de la famille Galilei | Armoiries de la famille Galilei                              |
| ------------------------------- | ------------------------------------------------------------ |
|                                 | Blasonnement:D'or, à une échelle à trois échelons de gueules |